# Bolota

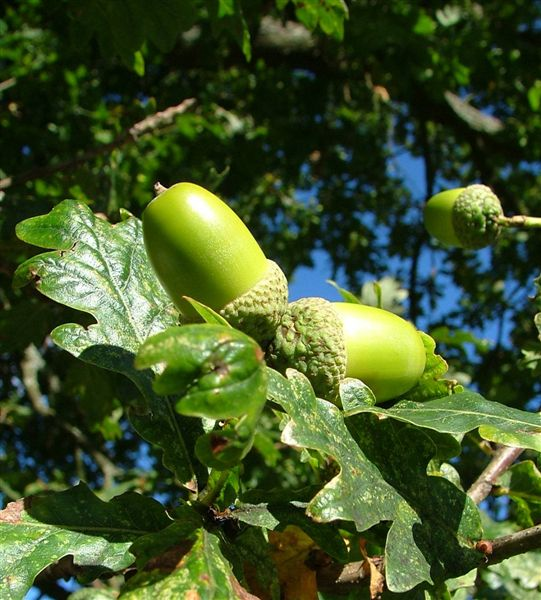
Bolotas de carvalho

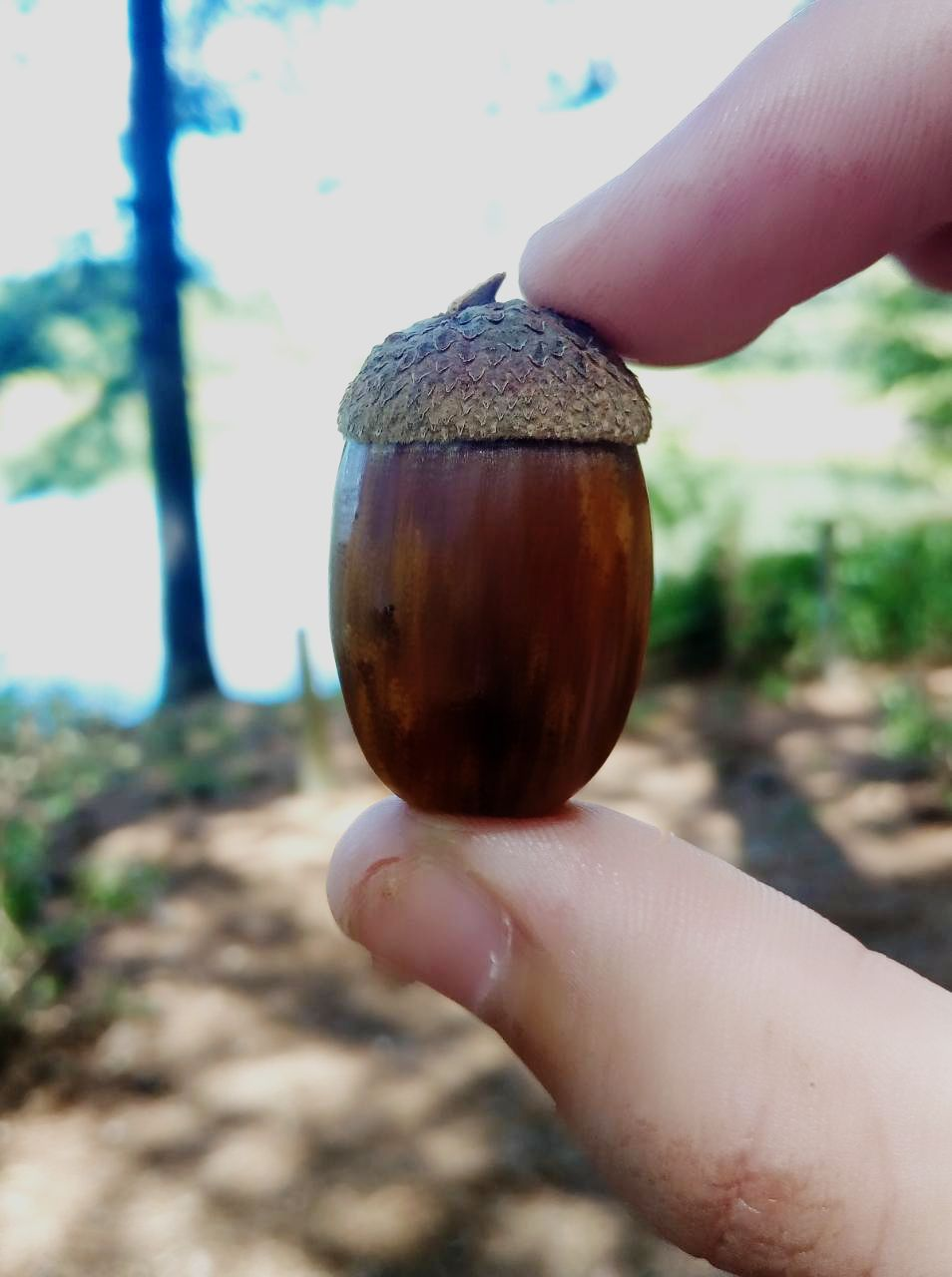
Bolota de um carvalho negral

A bolota ou boleta (em árabe: بلوطة‎; romaniz.: ballūṭa) é o fruto de árvores que pertencem à família dos carvalhos (Quercus), como o carvalho, a azinheira e o sobreiro. O carvalho existe maioritariamente no norte e centro de Portugal e a azinheira e o sobreiro existem sobretudo no sul, na região do Alentejo.
A bolota é muito utilizada na alimentação animal, particularmente para suínos em regime de pastoreio. Os porcos criados no Alentejo, alimentam-se de bolotas que dão à sua carne um sabor especial. Esses porcos, de tamanho pequeno e cor preta são chamados de porco preto ou ibérico.

## Culinária
Os lusitanos e outros povos pré-romanos da Península Ibérica obtinham farinha das bolotas com que faziam pão, o que ainda é feito no século XXI. As bolotas também são usadas em algumas preparações culinárias típicas de Portugal. Hoje em dia, as propriedades alimentícias e de cosmética das bolotas começam a ser valorizadas por cientistas de todo o mundo, gerando um potencial mercado para Portugal.
Desde o período da Idade Média, certos aldeões das cidades mais remotas de Portugal utilizam o recheio de bolota triturada para curar doenças sexualmente transmissíveis, por exemplo: herpes, eczemas penianos...